# Caprice avec édifices palladiens
Caprice avec édifices palladiens (italien : Capriccio con edifici palladiani) est une peinture à l'huile sur toile (58 × 82 cm) du peintre vénitien Canaletto, datant environ de 1756 - 1759 et conservée à la Galerie nationale de Parme.

## Description
Ce capriccio à l'italienne représente une vue d'un canal traversé par un pont, avec ses gondoles et d'autres détails qui indiquent que le lieu est Venise, alors que  les bâtiments, qui existent réellement, proviennent d'autres villes : sur la droite se trouve la basilique Palladiana et sur la gauche le Palazzo Chiericati, deux célèbres monuments de Vicence conçus par Andrea Palladio ; au centre, le projet pour le pont du Rialto à Venise, du même Palladio, mais jamais réalisé.

## Sources
- Lucia Fornari Schianchi, Galleria Nazionale di Parma, Catalogo delle opere, Milan, Franco Maria Ricci, 2000
- Guido Beltrami et Howard Burns, Palladio, Londres, Royal Academy of Arts, 2008